# 宮島久雄
宮島 久雄（みやじま ひさお、1936年 - ）は、美術史学者。

## 来歴
大阪府出身。京都大学文学部美学美術史卒業、同大学院修士課程修了、国立国際美術館主任研究官、京都工芸繊維大学教授、1996年京都大学総合人間学研究科教授、1998年定年退官。その後、宝塚造形芸術大学で教鞭を執り、また国立国際美術館館長などを歴任した。2005年退官。2010-2014年高松市美術館館長。

## 著書
- 『関西モダンデザイン前史』中央公論美術出版　2003
- 『関西モダンデザイン史 百貨店新聞広告を中心として』中央公論美術出版　2009

### 共編著
- 『世界美術全集 33　ブラック　レジェ』近藤芳美共著、小学館 1978
- 『英国のモダン・デザイン インテリアにみる伝統と革新 ヴィクトリア&アルバート美術館展』編　NHKきんきメディアプラン 1994
- 『芸術学フォーラム 8　現代のデザイン』古山正雄、吉積健共編、勁草書房 1996
- 『バウハウスとその周辺』利光功、貞包博幸共編、中央公論美術出版「バウハウス叢書 別巻」1996-99
全2巻で「1 美術・デザイン・政治・教育」、「2 理念・音楽・映画・資料・年表」

### 翻訳
- ピート・モンドリアン『新しい造形 新造形主義』中央公論美術出版・バウハウス叢書 1991／各・新装版2019-20
- ヴァルター・グロピウス『バウハウス工房の新製品』中央公論美術出版・バウハウス叢書 1991
- L.モホリ=ナギ『材料から建築へ』中央公論美術出版・バウハウス叢書 1992
- テオ・ファン・ドゥースブルフ『新しい造形芸術の基礎概念』中央公論美術出版・バウハウス叢書 1993
- ヴァシリー・カンディンスキー『点と線から面へ』中央公論美術出版・バウハウス叢書 1995。ちくま学芸文庫 2017

## 論文
- Cinii